# Valentiniano II
Flavio Valentiniano (latino: Flavius Valentinianus), meglio conosciuto come Valentiniano II (Treviri, 371 – Vienne, 15 maggio 392) è stato un imperatore romano, dal 375 fino alla sua morte.

## Biografia

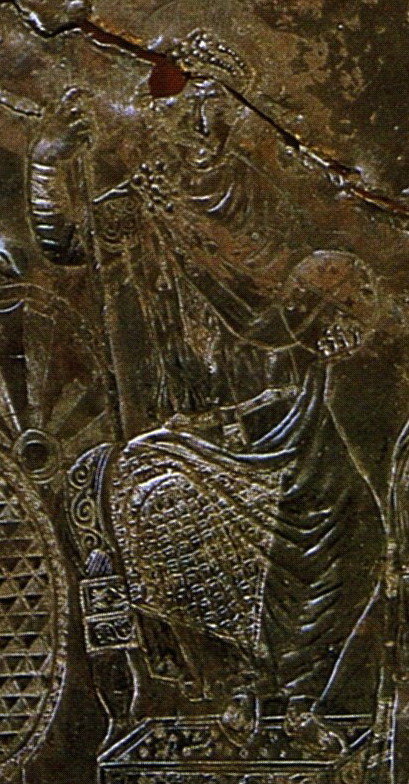
Raffigurazione di Valentiniano II dal Missorio di Teodosio.

Valentiniano nacque nel 371, figlio dell'imperatore Valentiniano I e di sua moglie Giustina; era il secondo figlio maschio di Valentiniano, che aveva avuto Graziano da un precedente matrimonio, e uno dei quattro figli della coppia, insieme alle sorelle Galla, Grata e Giusta.
Nel 375 Valentiniano, che aveva nominato Graziano co-imperatore qualche anno prima, portò con sé la moglie e il giovane figlio minore in una campagna ai confini settentrionali della parte occidentale dell'Impero. Il 17 novembre di quell'anno, però, l'imperatore morì, lasciando Graziano, che era a Treviri, al comando. Con l'imperatore lontano, giovane (aveva circa sedici anni) e inesperto, l'esercito romano tentennò, valutando la possibilità di proclamare imperatore un proprio generale, Sebastiano; altri alti funzionari imperiali - tra cui Merobaude, Massimino, Romano e Petronio Probo - decisero allora di porre sul trono Valentiniano, che da una parte era un membro della dinastia valentiniana e dall'altra era un bambino di quattro anni, dunque incapace di decisioni proprie.
Per questo motivo, la reggenza venne assunta dalla madre Giustina e quindi, di fatto, dal potente generale Merobaude che divisero l'impero col fratellastro: a Valentiniano andò il governo di Italia, Africa ed Illirico, mentre Graziano ottenne il comando sulla restante parte dell'impero d'occidente, Gallia, Spagna e Britannia. 
Giustina e Graziano spostarono la corte imperiale a Milano dove subito si aprì lo scontro con i cristiani della città guidati dal vescovo Ambrogio, essendo Giustina ariana. Nel 378 i Goti sconfissero e uccisero ad Adrianopoli l'imperatore Valente, zio di Graziano e di Valentiniano II; Graziano allora associò al trono come augusto Teodosio I, affidandogli il governo della parte orientale dell'impero.
Nel 383 Graziano morì assassinato mentre si apprestava a combattere contro Magno Massimo, proclamato imperatore dalle legioni di Britannia. Nel 387 Magno Massimo, attraversò le Alpi arrivando a minacciare Milano. L'imperatore e la madre cercarono rifugio in oriente alla corte di Teodosio I, che ottenne in sposa Galla, sorella di Valentiniano.
L'anno seguente Magno Massimo venne sconfitto da Teodosio quando era ormai sul punto di conquistare l'Italia.

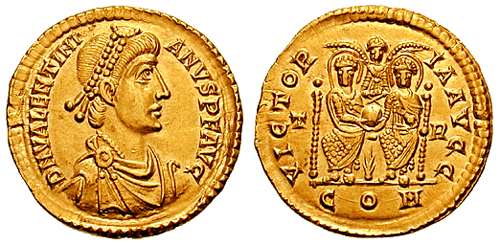
Solido di Valentiniano, coniato per celebrare l'intesa con Teodosio I; i due imperatori sono rappresentati sul retro, e reggono il globo crucifero, simbolo del potere imperiale.

Dopo la caduta dell'usurpatore, Teodosio restaurò sul trono d'occidente Valentiniano, che nel frattempo, sotto l'influenza dell'augusto d'oriente, aveva lasciato l'arianesimo e aveva aderito alla fede nicena.
Valentiniano II si ritrovò allora imperatore di tutto l'occidente, almeno nominalmente, in quanto era in realtà sotto la tutela del magister equitum Arbogaste, essendo nel frattempo morta la madre.
I rapporti tra l'imperatore ed il suo tutore furono tesi. Il 15 maggio 392 Valentiniano II morì a Vienne, in Gallia, in circostanze misteriose: il suo corpo venne trovato impiccato ad un albero.
Arbogaste spedì il corpo di Valentiniano a Milano e Teodosio scrisse ad Ambrogio, vescovo di Milano, di organizzare il funerale; Ambrogio compose per l'occasione l'orazione De obitu Valentiniani consolatio. Il cadavere di Valentiniano fu pianto dalle sorelle Giusta e Grata e fu disposto in un sarcofago di porfido vicino a quello del fratello Graziano, molto probabilmente nella cappella di Sant'Aquilino della basilica di San Lorenzo.
Teodosio rimase signore di tutto l'impero. Arbogaste, che da più parti era ritenuto coinvolto nella morte di Valentiniano, fece nominare augustus dalle legioni di Gallia l'usurpatore Flavio Eugenio, con l'appoggio del Senato di Roma, che vide in lui la possibilità di opporsi al crescente potere della chiesa cattolica. Flavio Eugenio venne però sconfitto da Teodosio nella battaglia del Frigido del 394 e l'impero ebbe nuovamente un unico padrone.